# Pont Guglielmo Marconi
Pour les articles homonymes, voir Guglielmo Marconi (homonymie).
Le pont Guglielmo Marconi ou pont Marconi est un pont de Rome sur le Tibre. Plus long pont de la ville, il relie les quais (Lungotevere) San Paolo et Dante au sud aux quais Pietra Papa et Inventori au nord, dans les rioni Ostiense et Portuense.

## Description
Le pont a été construit à Rome entre 1937 et 1955, avec une interruption durant la Deuxième Guerre mondiale et une reprise des travaux en 1953. Il prend le nom de l'avenue qui le traverse et qui est dédiée à l'ingénieur Guglielmo Marconi, l'un des pionniers de la radiotransmission et colauréat du prix Nobel de physique en 1909.
Il est composé de six arches et mesure 235 m de longueur et 31 m de largeur initialement, avant les travaux d'agrandissement de 1975 ayant porté sa largeur à 32 mètres actuellement pour quatre voies de circulation routière. Il relie la Piazza Augusto Righi à la Piazza Tommaso Edison.